# Julia Maier
Julia Maier (Reutte, 1988) is een Oostenrijkse jazzmuzikante. Ze speelt piano, zingt en is componist en arrangeur.

## Biografie
Maier begon op haar vierde met (klassiek) piano spelen, later ging ze zich toeleggen op de jazz. Ze studeerde jazz-piano aan de kunstuniversiteit in Graz (bij Olaf Polziehn), alsook onder meer jazzcompositie (bij Ed Partyka) en orkestleiding (bij Michael Abene).
In 2011 nam haar Julia M. Quartet een eerste album op. In 2014 verscheen een plaat opgenomen met haar in 2012 opgerichte bigband New Shore Orchestra en een strijkkwartet. Op haar album Songs for Your Heart (2016) interpreteerde ze kerkliederen en nieuwe stukken met geestelijke teksten. In 2017 bracht ze tijdens de Pinksterviering in de Nieuwe Apostolische Kerk in Wenen het lied Lord, Have Mercy on My Life.
Maier componeert en arrangeert voor verschillende bigbands, orkesten, koren en andere bezettingen, zoals de hr-Bigband en het Metropole Orkest. Ze leidt tevens het Austrian Chamber Jazz Ensemble.

## Discografie (selectie)
- Julia m. quartet: I Am Ready (Barnette Records 2011, met Julian Pajzs, Lukas Raumberger, Thomas Stabler)
- Julia Maier & New Shore Orchestra: New Time (Barnette Records 2014)

## Prijzen en onderscheidingen
Bij de internationale bigbandcompetitie Jazz Comp Graz 2011 won ze met haar composities verschillende prijzen, in  2014 haalde ze bij Jazz Comp Graz de eerste prijs. In 2015 kreeg ze een stipendium van de stad Innsbruck.